# Луотоярви
Лу́отоя́рви (Луото-ярви; фин. Luotojärvi) — озеро на территории Лоймольского сельского поселения Суоярвского района Республики Карелия.

## Общие сведения
Площадь озера — 0,6 км², площадь бассейна — 53 км². Располагается на высоте 91,0 метров над уровнем моря.
Форма озера лопастная. Берега каменисто-песчаные, местами заболоченные.
Озеро Луотоярви входит в проточную систему озёр:
- озеро Сюскюярви (69)
  - река Хейняйоки (фин. Heinäjoki, Heinäoja)
    - озеро Вийруккалампи (фин. Viirukkalampi) (70)
      - озеро Котолампи (фин. Kotolampi) (70)
      - озеро Койвикколампи (фин. Koivikkolampi) (70)
        - пролив Суласалми (фин. Sulasalmi) (71)
          - озеро Онкилуслампи (фин. Onkiluslampi) (73)
          - озеро Кивилампи (фин. Kiviampi)
            - озеро Луотолампи (фин. Luotolampi) (72)
              - озеро Суури-Нийнилампи (фин. Suuri Niinilampi) (84)
                - озеро Саммаллампи (фин. Sammallampi) (89)

              - ручей Луотооя (фин. Luotooja)
                - озеро Ахвенъярви (фин. Ahvenjärvi) (90)
                - Луотоярви (фин. Luotojärvi) (90)
                  - Юля-Луотоярви (фин. Ylä Luotojärvi) (92)
                    - озеро Кайтаярви (фин. Kaitajärvi) (92)
                      - озеро Каукоярви (фин. Kaukojärvi) (92)
                        - озеро Контиокивенкангас (фин. Kontiokivenkangas) (92)
                          - озеро Вехкалампи (фин. Vehkalampi) (92)
                            - озеро Ала-Вехкаярви (фин. Ala Vehkajärvi) (100)
                            - озеро Юля-Вехкаярви (фин. Ylä Vehkajärvi) (100)
                            - озеро Пурнулампи (фин. Purnulampi)

В озере расположены два небольших острова без названия.
Населённые пункты возле озера отсутствуют. Ближайший — посёлок Райконкоски — расположен в 13,5 км к северу от озера.
Название озера переводится с финского языка как «озеро со скалистым островом».
Код объекта в государственном водном реестре — 01040300211102000013636.